# マメルティニ
マメルティニ（羅: Mamertini、英: Mamertines）は、第一次ポエニ戦争時期にシチリア島の一部を支配下においていたカンパニア人を中心とする傭兵集団。「マメルティニ」の意味は「マルスの子たち」という意味で、日本語では「マルス組」とも訳される事もある。イタリック語派サベリ語群のオスク語では「マルス神」を「マメルス」と呼んでいた。
マメルティニは当初はシチリア王を称したシラクサの支配者アガトクレスに雇われていた。アガトクレスは強力な傭兵や軍隊を擁する事でシラクサをシチリア随一の強大な都市とし、カルタゴとも矛を交えたが、紀元前289年にアガトクレスが死去すると彼の遺した傭兵達はシラクサの市民権を与えられなかった。これに不満を持ってシラクサを退去したマメルティニは独自の権力集団として台頭しメッシーナの街を簒奪、やがてシラクサの新たな支配者となったヒエロン2世と対立した。紀元前265年、シラクサとの戦いに敗れて追い詰められたマメルティニはメッシーナ海峡の対岸のイタリア半島を統一していた新興勢力のローマと、当時のシチリア島の西部をも領有していた地中海世界の大国カルタゴの両方に救援を要請し、その間で変節を繰り返し、もともと緊張関係にあった両者の誤解と思惑から両国が武力衝突する第一次ポエニ戦争を招くきっかけを作った。
マメルティニは自分達の支配をよく思わないメッシーナの男性市民達を殺し、女性住民を無理やり己の妻とするなど素性、素行の悪い集団でしかなかったが、カルタゴがそのマメルティニが占拠するメッシーナと結びシラクサを打ち負かすのはシチリア全土がカルタゴの手中におちる事を意味していた。これを危惧したローマは当初は逡巡するも、最終的にマメルティニの救援要請を大義名分にした派兵を決定する。当初、カルタゴ軍がマメルティニへの援軍として派遣されるも、ローマ軍が参戦してくるとマメルティニはカルタゴと手を切り、ローマ軍はメッシーナに入った。一方、メッシーナに裏切られたカルタゴ軍は今度はシラクサと結んだ。かくしてメッシーナとシラクサの対立から始まった争いが発展し、ローマとカルタゴは戦争状態に入った。以降、メッシーナは同盟都市としてローマ側陣営に取り込まれ、政治的主体性を失ったマメルティニは歴史の舞台から消えた。

## 後世への影響
第一次ポエニ戦争後、マメルティニは歴史から姿を消すが、彼らの名が完全に忘れ去られることはなかった。シチリア北東端の葡萄園から産出される“マメルティニ・ワイン”が紀元1世紀に到るまでローマ人に楽しまれた。ユリウス・カエサルもこのワインを愛し、彼の三度目の執政官職を祝う宴会で供されたことから、人気を得るようになったといわれている。